# دیانا لین
دیانا لین (انگلیسی: Diana Lynn؛ ۵ ژوئیهٔ ۱۹۲۶ – ۱۸ دسامبر ۱۹۷۱) یک هنرپیشه اهل ایالات متحده آمریکا بود.
از فیلم‌ها یا برنامه‌های تلویزیونی که وی در آن نقش داشته است می‌توان به وقت خواب برای بونزو، دوست من ایرما و دوست من ایرما به فنا می‌رود اشاره کرد.